# قطعنامه ۹۵۰ شورای امنیت
قطعنامه ۹۵۰ شورای امنیت سازمان ملل متحد که در تاریخ ۲۱ اکتبر ۱۹۹۴ تصویب شد، سندی بین‌المللی دربارهٔ وضعیت در لیبریا است. این قطعنامه طی نشست ۳۴۴۲ام با ۱۵ رای موافق، ۰ مخالف و ۰ ممتنع تصویب شد.